# Збиньов
Збиньов (словац. Zbyňov) — село, громада округу Жиліна, Жилінський край, регіон Раєцка котліна. Кадастрова площа громади — 7,05 км².
Населення 879 осіб (станом на 31 грудня 2018 року).

## Історія
Збиньов згадується 1407 року.

## Населення
| Рік:            | 1994. | 2004.   | 2014.   | 2024.   |
| --------------- | ----- | ------- | ------- | ------- |
| Кількість осіб: | 807   | 853     | 835     | 899     |
| Різниця:        |       | +5,70 % | -2,11 % | +7,66 % |

| Рік:            | 2023. | 2024.   |
| --------------- | ----- | ------- |
| Кількість осіб: | 883   | 899     |
| Різниця:        |       | +1,81 % |